# Seebenstein
Seebenstein est une commune autrichienne du district de Neunkirchen en Basse-Autriche.